# Bruch (Helperknapp)
Bruch (luxemburgisch Bruch, französisch Brouch) ist eine Ortschaft im Großherzogtum Luxemburg und gehörte bis Dezember 2017 zur gleichnamigen Katatster-Sektion C der Gemeinde Böwingen/Attert im Kanton Mersch, seit Januar 2018 gehört sie zur neu gebildeten Gemeinde Helperknapp. Bruch ist umgeben von Buschdorf (im Norden), Reckingen (im Osten), Tüntingen (im Süden) und Saeul (im Westen). Außerdem grenzt Bruch an die Weiler Brichermillen und Openthalt. Im Jahr 2021 zählte Bruch 881 Einwohner, verteilt auf 333 Haushalte. Pfarrer der Pfarrei ist seit dem 12. September 2004 Hw. Joël Santer.

## Kirche
Die römisch-katholische Sankt-Matthias-Kirche von Bruch befindet sich an der Kreuzung der Rue du Village mit der Rue d'Arlon. Der Friedhof befindet sich östlich des Kirchengebäudes. Die Kirche gehört zum Pfarrverband Sankt Willibrord Helpert, und somit zur Pastoralregion Zentrum und zum Dekanat Mersch.
Der Bau der Kirche begann 1878 und wurde 1880 abgeschlossen. Errichtet wurde die Kirche im neugotischen Stil. 1978 erhielt die Kirche eine Orgel, die von der Manufacture d'orgues luxembourgeoise Georg Westenfelder gefertigt worden war. Zwischen den Jahren 2005 und 2006 wurde die Kirche aufwändig saniert. Hierbei wurden der gesamte Innenraum sowie die Kirchenfenstern und die Außenfassade erneuert.
Momentan verfügt die Kirche über sechs Glocken:
1. Die Muttergottes-Glocke, 82 cm, 375 kg, H, 1878 gegossen von der Glockengießerei Causard in Colmar
2. Die Matthias-Glocke, 95 cm, 490 kg, Gis, erstmals 1868 von der Glockengießerei Mabilon gegossen, 1951 von der gleichen Gießerei neugegossen
3. Die Christus-Erlöser-Glocke, 107 cm, 600 kg, Fis, 2006 gegossen von der Glockengießerei der Abtei Maria Laach
4. Die Josef-Glocke, 86 cm, 420 kg, Ais, 2006 gegossen von der Glockengießerei der Abtei Maria Laach
5. Die Albinus-und-Celsus-Glocke, 76 cm, 300 kg, Cis, 2006 gegossen von der Glockengießerei der Abtei Maria Laach
6. Die Willibrord-Glocke, 67 cm, 210 kg, Dis, 2006 gegossen von der Glockengießerei der Abtei Maria Laach.

## Galerie

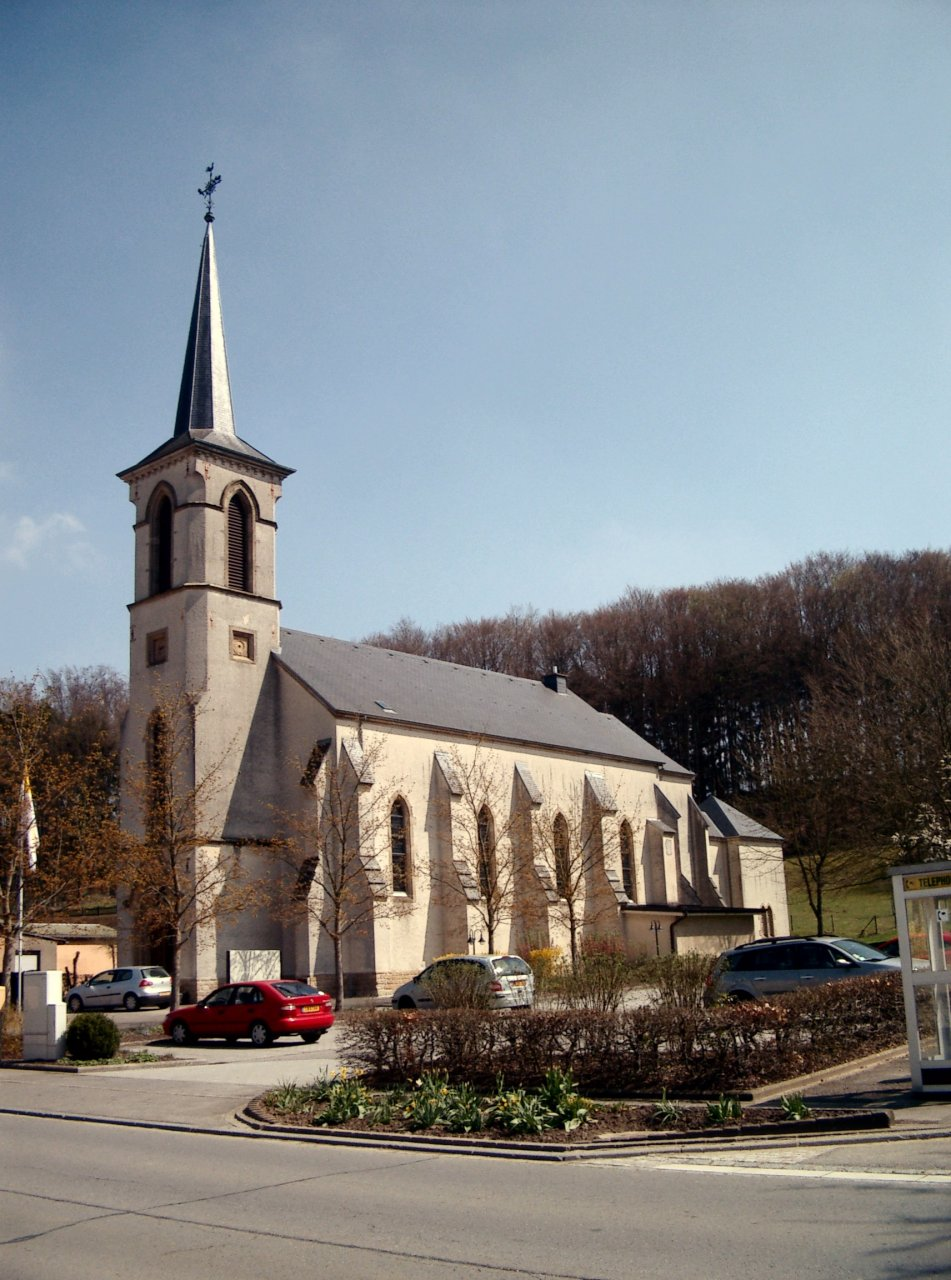
Kirche von Bruch
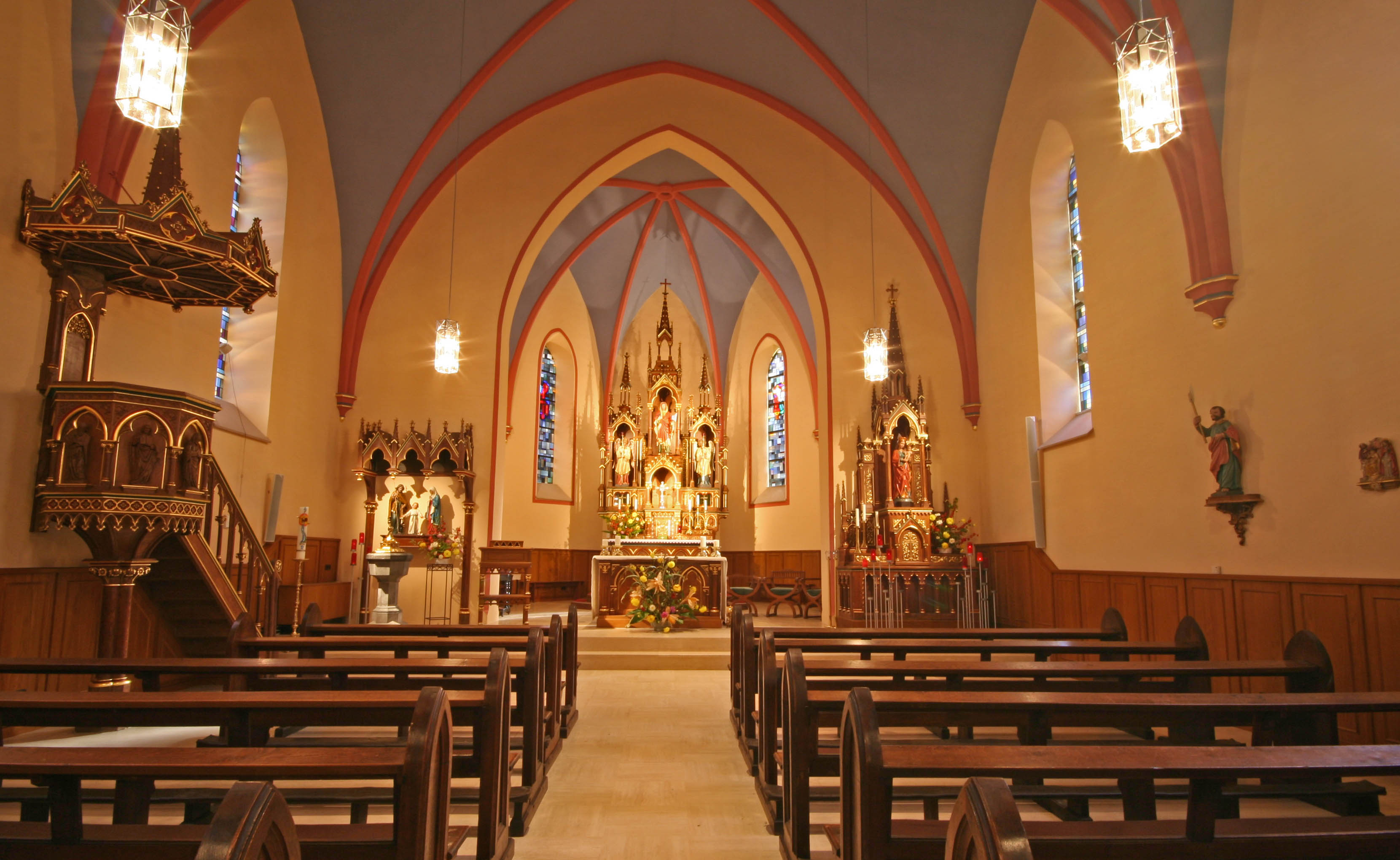
Innenraum
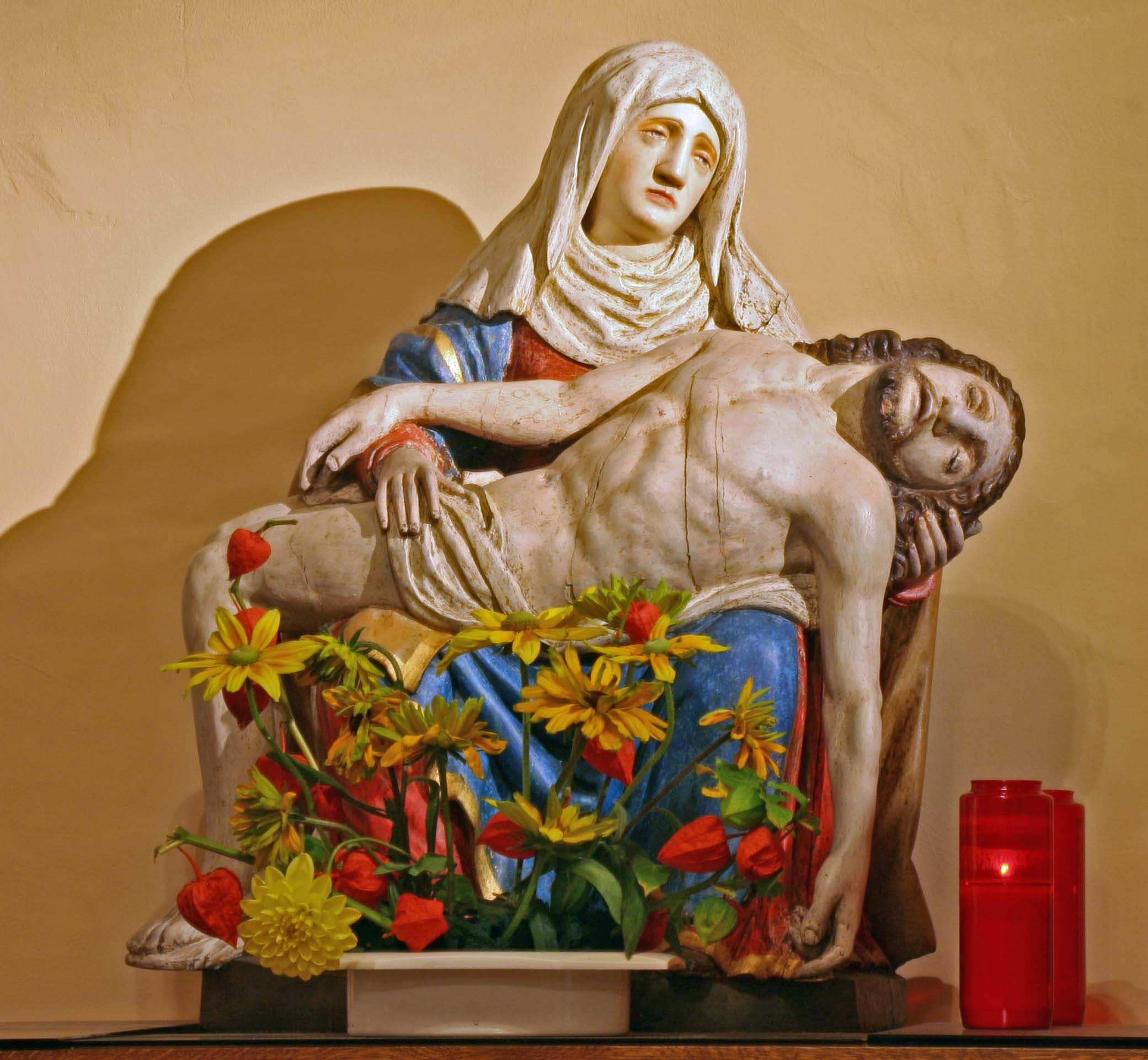
Pietà
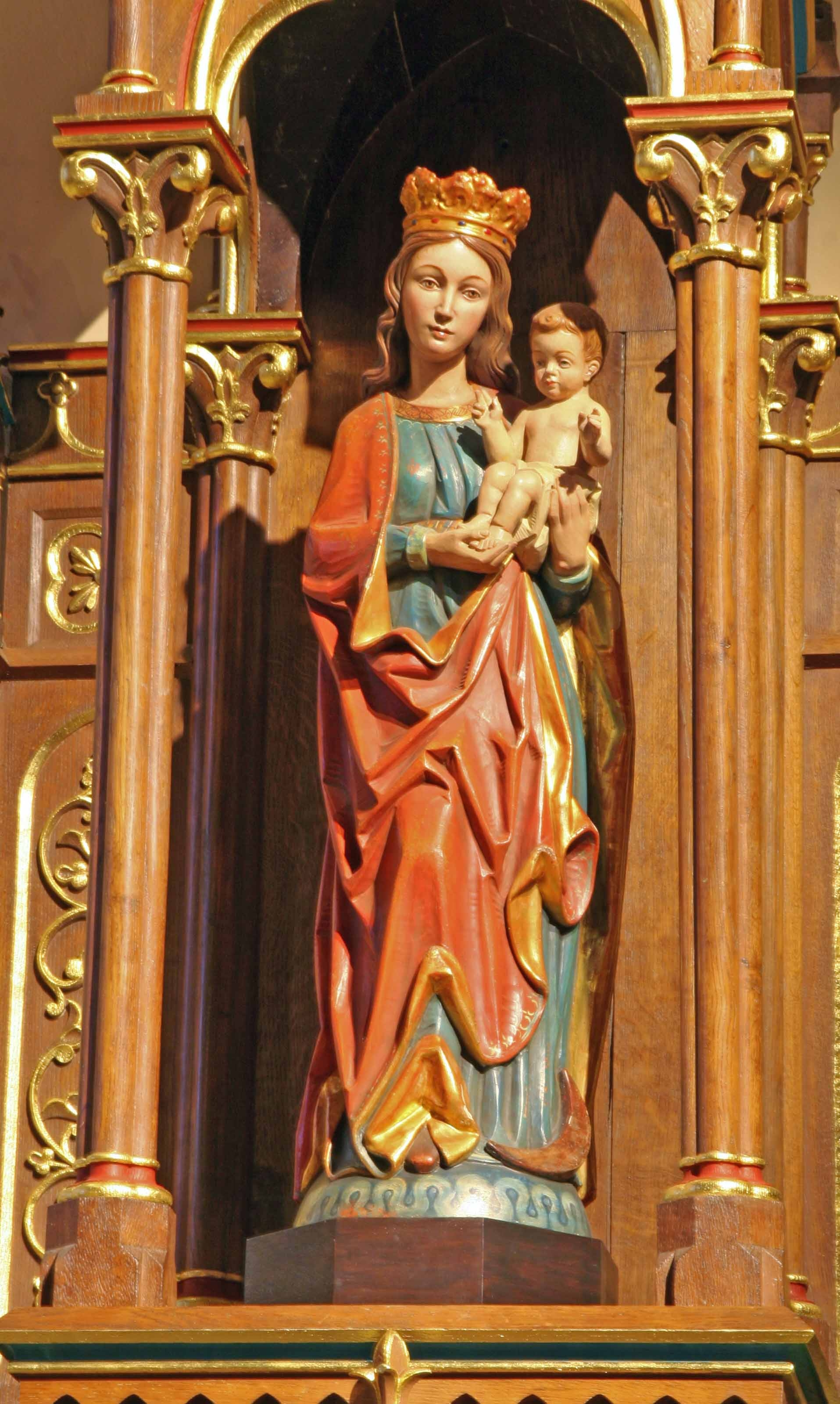
Muttergottesstatue
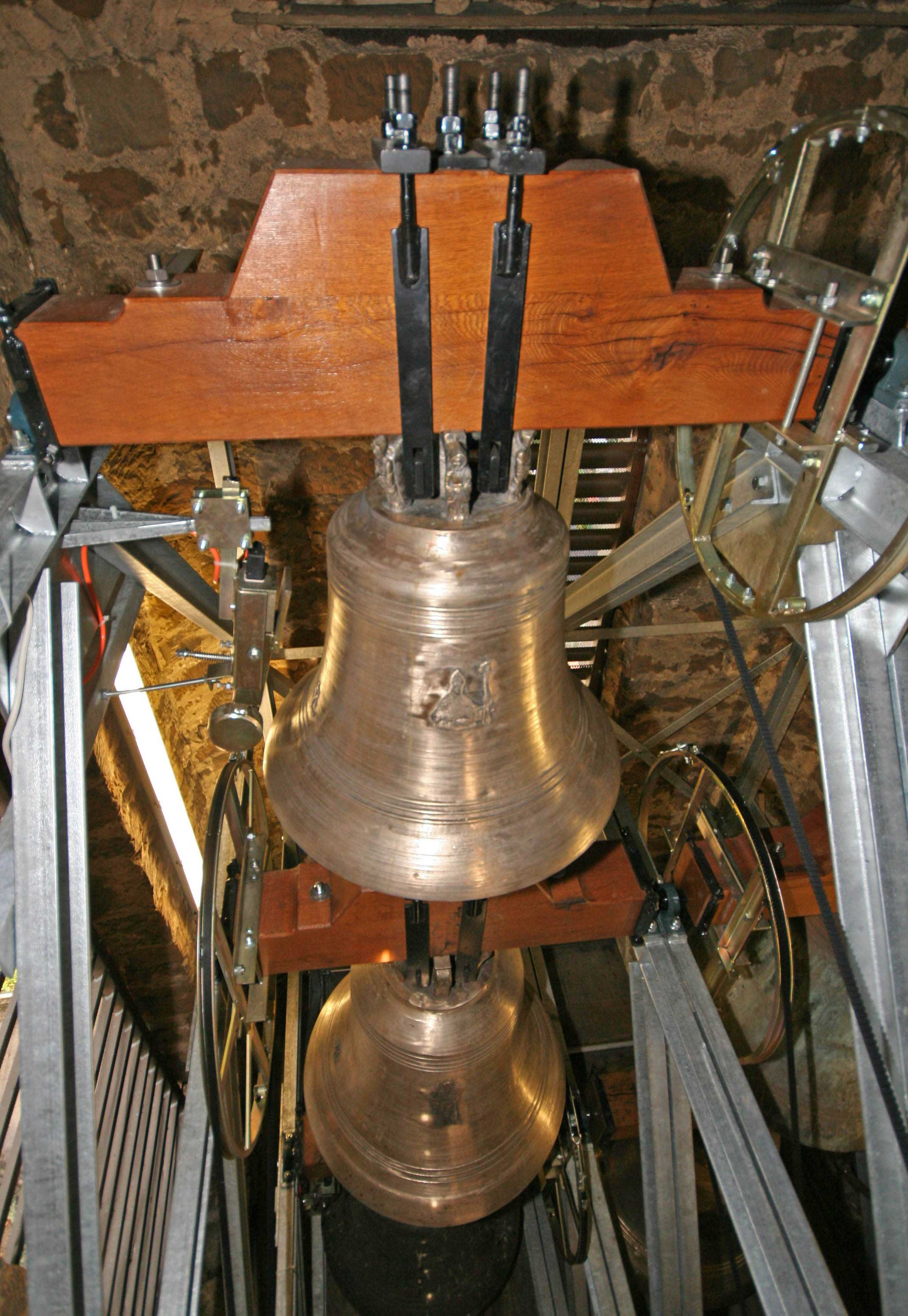
Kirchenglocken
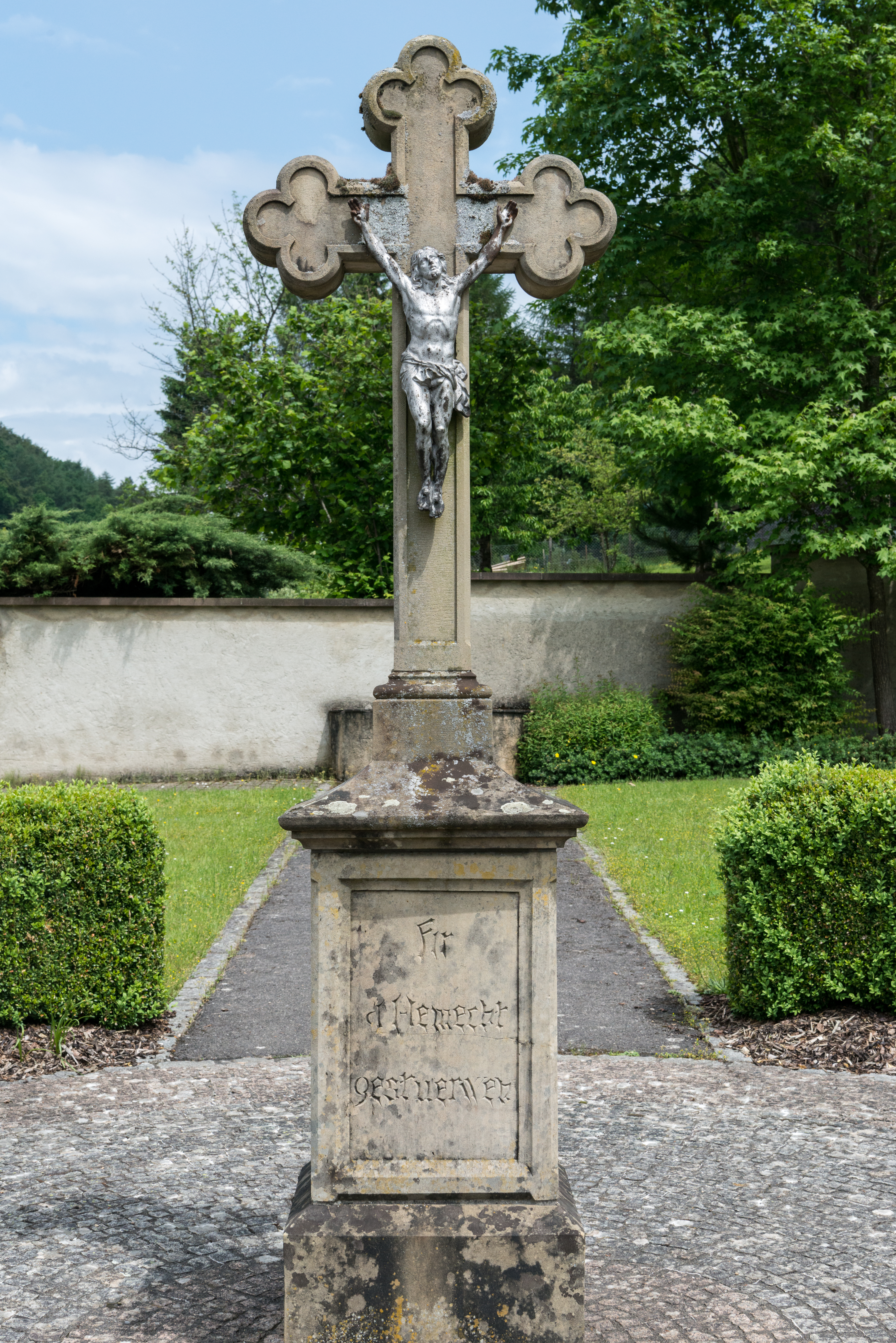
Monument "Für die Heimat gestorben"
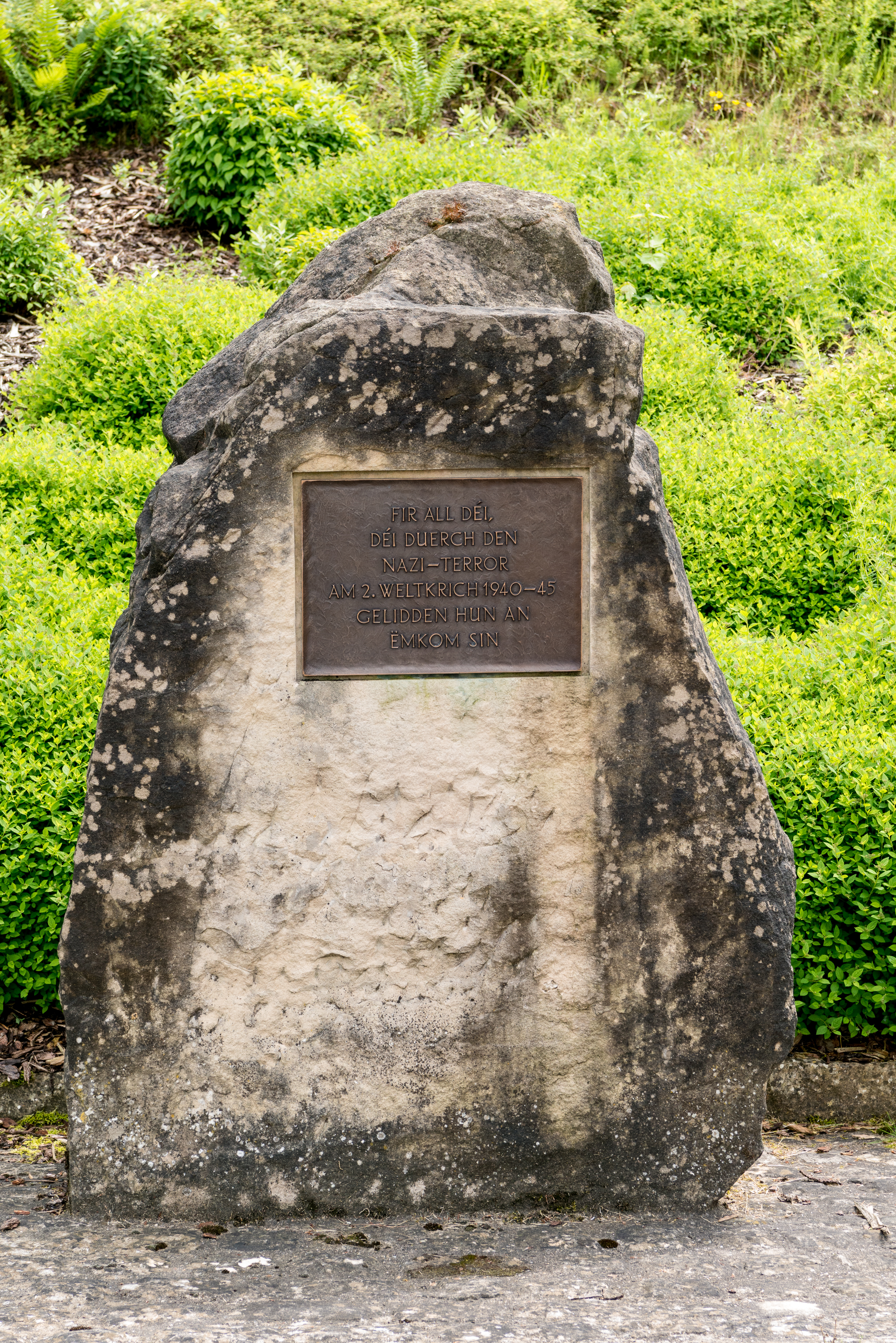
Monument an die Kriegsopfer vom Nazi-Terror
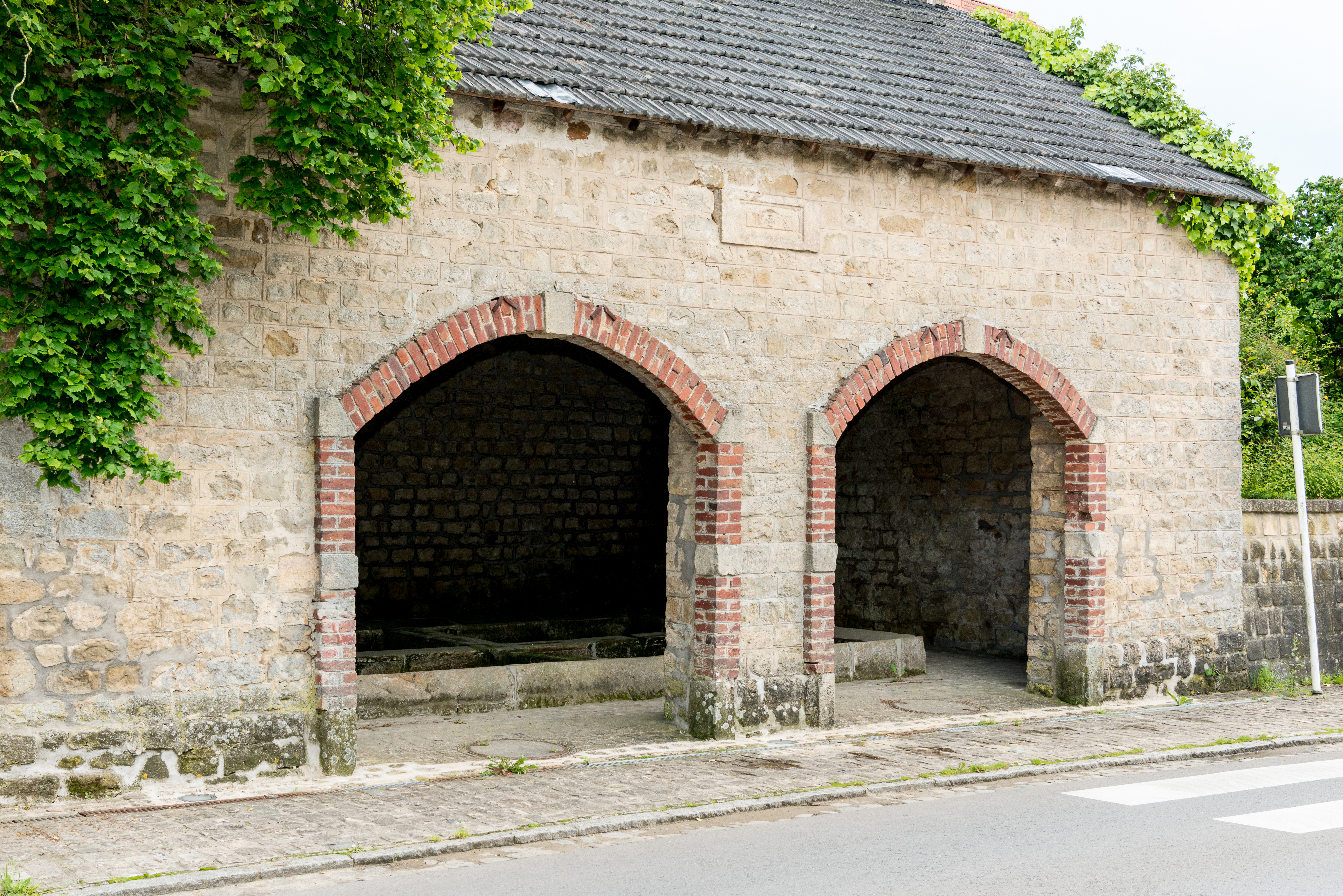
Ehemaliges Waschhaus